# Procissão infantil para pedir chuva
As procissões infantis para pedir chuva eram praticadas nas zonas rurais de Portugal. Diversas foram documentadas no fim do século XIX e envolviam o culto ancestral das pedras e penedos integrado aos rituais cristãos.
O padre Cunha Brito, num artigo publicado na revista Lusitânia em 1907, refere que assistiu a uma «procissão infantil de penitencia» em Ponte de Lima, realizada «ainda no ultimo estio». Segundo Cunha Brito, era feita «sempre que a falta de chuvas no verão ameaça o pobre agricultor com os horrores da fome, fazendo secar nos campos os milharaes, de onde elle tira o seu principal e indispensavel sustento. A hora de sair a procissão é á noite, logo depois de escurecer. Durante o dia, principalmente de tarde, a rapaziada anda fazendo os preparativos para o cortejo. Uns preparam um pequeno andor, no qual, no vertice de um cone que finge um outeiro, é collocada uma pequena imagem de Santa Maria Madalena. Outros percorrem as casas da villa, pedindo dez reizinhos para as luzes da procissão, as quaes consistem em tôcos de velas de estearina, de cousa de um decimetro de comprimento, mettidos num copo de papel e encabados na ponta de um pau. Outros então vão a algum silvado nos arrebaldes da villa e cortam hastes de silvas para dobrarem em arco, atar-lhes as pontas, arrancar-lhes os espinhos do lado de dentro, e com elle cingirem a cabeça á maneira de grinalda de flores, ou melhor, de coroa de espinhos; ao mesmo tempo escolhem um calhau de granito, bem rijo, que não seja fácil desfazer-se de encontro a outras pedras, e bastante pesado, mas de modo que quem o conduz o possa aguentar ao hombro durante todo o tempo da procissão. O cortejo começa a formar se deante da porta, fechada, de qualquer igreja da villa. Penso que em outros tempos o desfilar começaria dentro da igreja, mas, vindo isso a ser prohibido, resignar-se-hia a rapaziada a fazer a cerimonia cá fóra, deante da porta. Preparado tudo e tomando cada um os seus logares, rompe por fim o cortejo, composto de 40 a 60 rapazes e mais, de 12, o muito 14 annos de idade, e de ahi para baixo. Á frente, pelo meio da rua ou pelas beiras, á sua vontade, sem serem obrigados á formatura, vão os dos calhaus, levando cada um a fronte cingida pela coroa de silva, que só a estes pertence levar. Aos lados, pelos passeios das ruas, empunhando as luzes, vae a maior parte do rapazio; no meio é conduzido por quatro dos mais crescidos e robustos o andor com a imagem da Santa, todo coberto de pequenas luzes. A criançada meuda é insusceptível de disciplina, vae por onde lhe appetece, cruzando irreverente e gárrula o cortejo em todos os sentidos. É obrigatório ir tudo descalço e com a possível compostura e gravidade. A procissão demora-se horas pelas ruas, percorrendo a maior parte d'ellas, e, se as luzes para tanto bastarem, passa a ponte para a outra banda, chegando ás vezes a recolher depois da meia noite ao ponto de partida. Ao chegar deante de qualquer igreja, ou capella, ou oratório de algum santo, tudo ajoelha devotamente e canta a plenos pulmões e com enthusiasmo os seguintes cânticos: "Abrinde essas portas, Que lá vem Jesus, Co'os braços abertos Pregados na cruz... Seus pés encravados, Suas mãos também... Os nossos peccados Toda a culpa tem." Após isto, levantam-se e proseguem, cantando sempre, até chegarem á porta de outra igreja, as preces e supplicas que seguem: "Santa Maria Madalena, Lá de d 'onde estaes, Detrás da portella, Pedi ao Senhor Que chova na terra Senhor Deus, Ouvi a nós! Santa Maria, Rogae a Deus por nós! Chuvinha de Christo Cáia sobre nós! Senhor Deus, misericórdia! Dae-nos pão e concórdia, Que nós somos pequeninos; Não nos deixeis morrer á fome! Senhor Deus, Ouvi a nós! Santa Maria, Rogae a Deus por nós! Chuvinha de Christo Cáia sobre nós" De quando em quando, a intervallos de poucos minutos — e é este um dos pontos mais interessantes da cerimonia, — os que levam as pedras atiram com ellas ao chão e tornam a levantá-las, seguindo com ellas ao hombro para logo tornarem a arremessá-las.»
Numa outra povoação da antiga Beira nove meninas chamadas Maria faziam uma procissão até um local próximo onde viravam debaixo para cima uma pia de pedra.[carece de fontes?]
Em Ouguela levava-se em procissão uma pedra num andor que era jogada no rio Xévora.
O costume de revolver penedos para pedir chuva era tão comum que chegou a ser proibido nas Constituições do Bispado de Évora em 1534, como documentado na obra Superstições Populares Portuguesas, de Teófilo Braga: «Nem revolvam penedos e os lancem na água para fazer chuva».